# Réserve naturelle de Capo Gallo

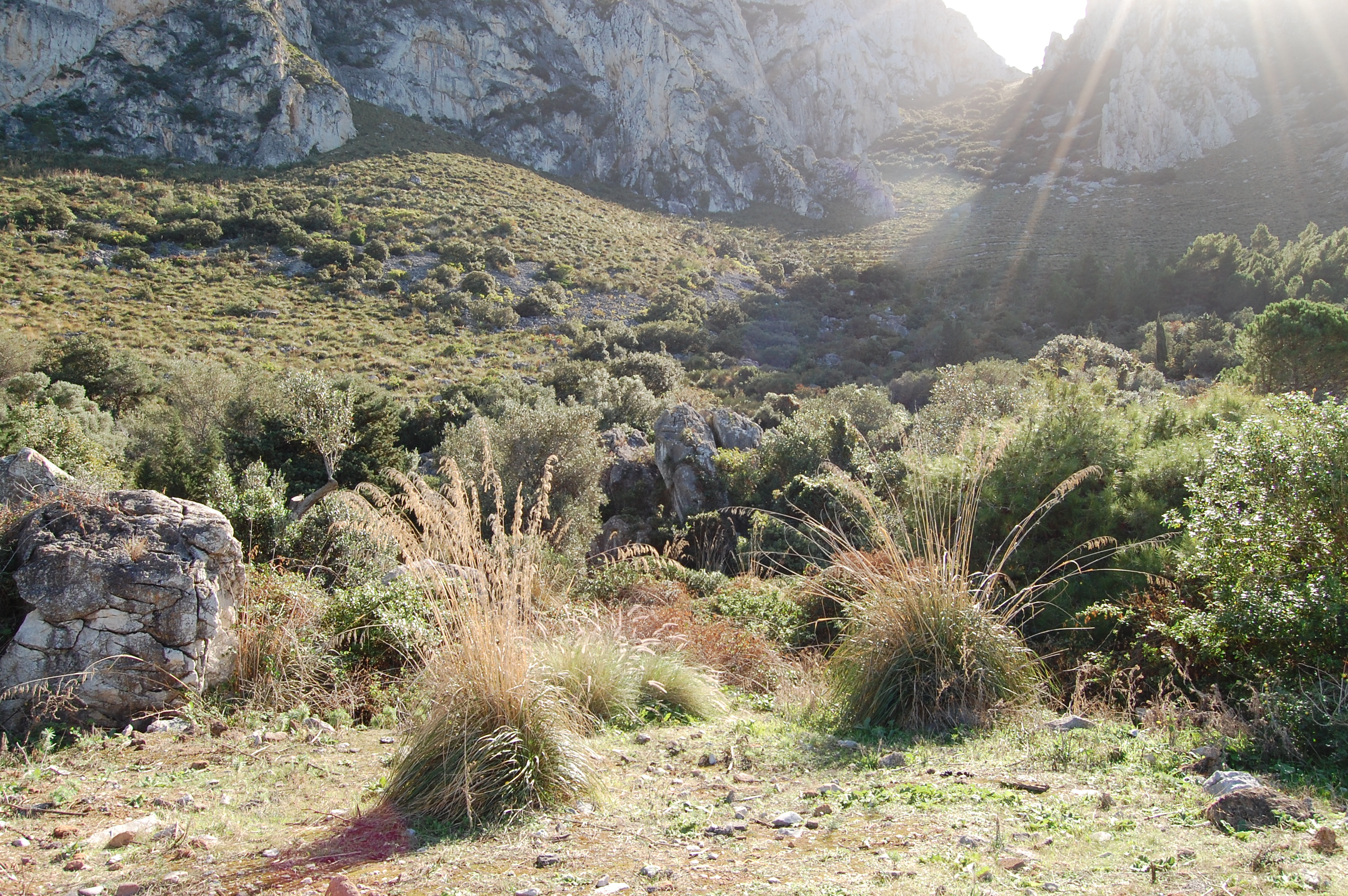
Au premier plan, des ampelodesmes.

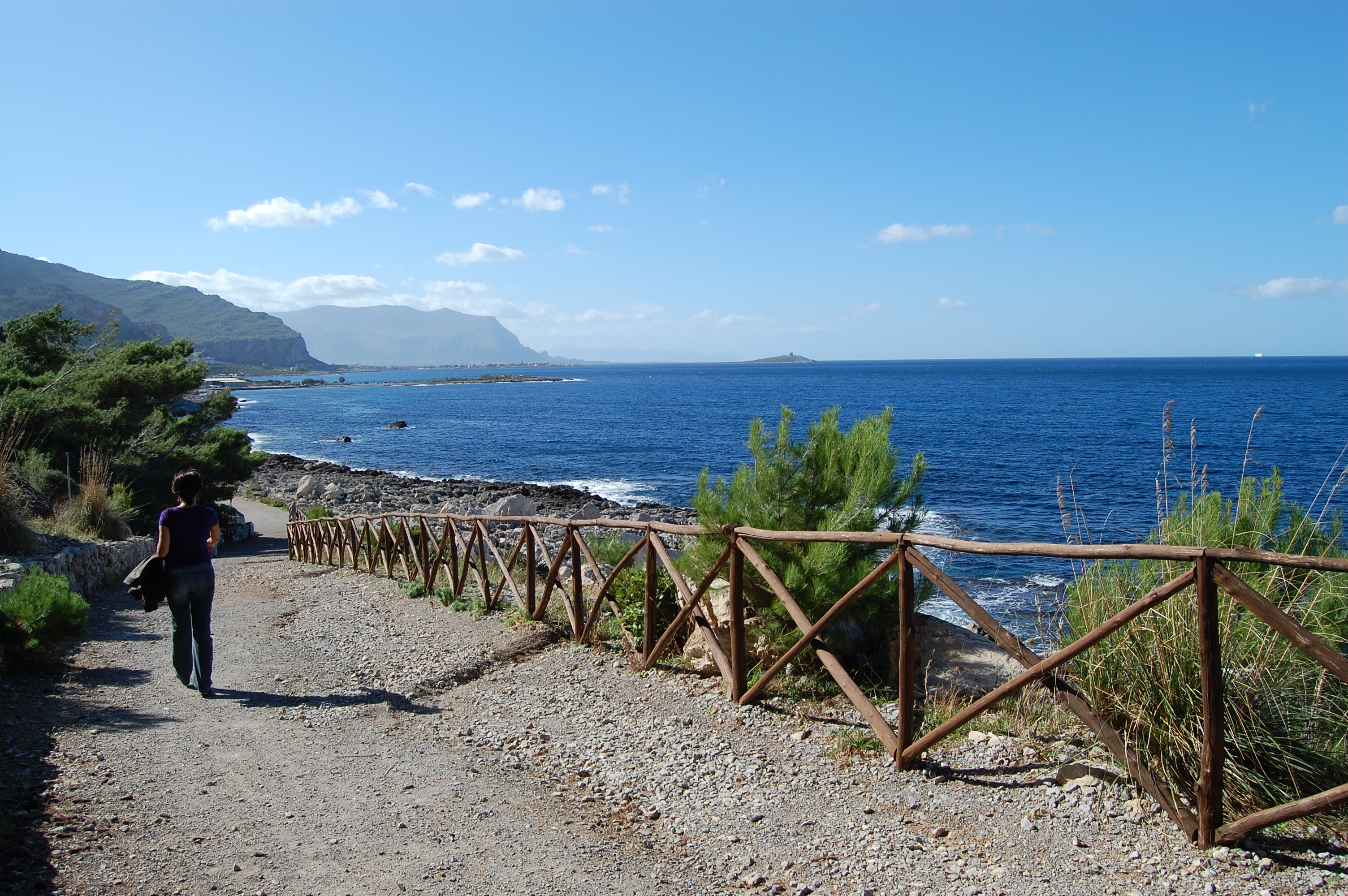
Accès nord-ouest depuis Sferracavallo.

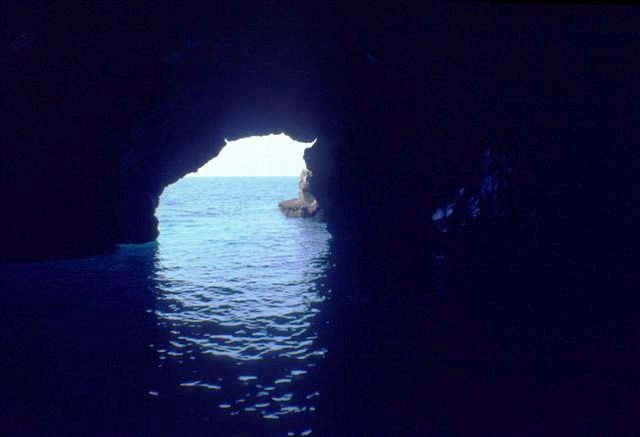
Grotte de l'huile.

La Réserve naturelle de Capo Gallo est une zone de la Sicile, située au nord de Palerme, et réserve naturelle depuis le 21 juin 2001. Elle est gérée par la région Sicile et est accessible au public depuis le 18 mai 2003, se voulant être la date d'anniversaire de l'ouverture de la première réserve naturelle de Sicile (Lo Zingaro, ouverte en fait le 6 mai 1981,). Durant l'été, la réserve attire beaucoup de touristes et de baigneurs en provenance de Palerme, elle est alors sous la supervision accrue d'une équipe de gardes forestiers.

## Géographie
La réserve de Capo Gallo est l'une des deux réserves naturelles de la municipalité de Palerme, l'autre étant la réserve naturelle du Monte Pellegrino. Elle est située au nord-ouest de Palerme, entre les deux golfes de Mondello et de Sferracavallo, chacun d'eux protégeant les stations balnéaires du même nom. Elle couvre une superficie de 585 hectares, dont 484 ha en zone A (strictement protégée) et 101 ha en zone B (moyennement protégée),. Le bras de mer qui unit Capo Gallo à l'Isola delle Femmine a été déclaré réserve naturelle marine le 24 juillet 2002,. Elle s'étend sur 2173 hectares et sa gestion est confiée au consortium créé à l'occasion entre les communes de Palerme et d'Isola delle Femmine.
Au centre de la réserve trône le mont Gallo (Monte Gallo), dont le versant nord est très abrupt. À l'extrémité nord-est, le mont Gallo domine un promontoire, appelé Capo Gallo (Cap du coq), sur lequel est érigé un phare, et qui a donné son nom à la réserve naturelle.
Un versant du mont Gallo est couvert d'un quartier résidentiel privé à l'abandon, Pizzo Sella (Point de la Selle ou Saddle Point ou encore La colline du déshonneur). En 1978, la municipalité accorda 314 permis de construire dans une zone alors réservée à l'usage agricole. Entre 1993 et 1998, de nombreuses villas y prirent place. En 2001, le classement de la zone comme réserve naturelle mit définitivement fin aux constructions, et certains habitants furent expulsés,.

### Accès
Il y a trois entrées menant au cœur de la réserve. Chacune de ces entrées donne accès à une zone particulière :
- Au sud-est, à partir de la vieille tour de Mondello (Torre di Mondello), un sentier longe le littoral en contrebas du mont Gallo. Ce sentier passe devant un centre nautique, puis devant le phare de Capo Gallo. Il continue jusqu'à l'extrémité nord de la réserve, qui n'est pas aménagée et qui est difficile d'accès. Pour cette raison, le naturisme y est souvent pratiqué[11].
- Au sud, à partir du quartier Partanna à Mondello, un chemin monte sur le dos de la colline. Il mène à un réservoir d'eau et à quelques grottes. Il s'arrête au sommet du mont Gallo, à 527 m au-dessus du niveau de la mer, où se trouve un sémaphore.
- Au nord-ouest, à partir du quartier Barcarello à Sferracavallo, un chemin longe le littoral au nord de la réserve. Il passe devant une aire de pique-nique, puis grimpe sur le versant nord jusqu'à un point de vue sur la baie de Sferracavallo. Là encore, l'extrémité (Punta Tara) est difficile d'accès et le naturisme y est pratiqué[11].

## Ressources naturelles

### Géologie
La réserve se compose essentiellement du mont Gallo (Monte Gallo), un massif carbonaté, formé entre la période du Mésozoïque (il y a 225 millions d'années) et de l'Éocène moyen (54 à 33,7 millions d'années).
Étant donné la nature karstique du terrain, la mer a façonné une série de grottes, telles que la grotte de l'Huile (Grotta dell'olio), qui rappelle la célèbre Grotte bleue de Capri. La plupart de ces grottes sont uniquement accessibles par la mer.

### Archéologie
Beaucoup des grottes de la réserve ont été habitées par l'homme, notamment la Grotta Impisu où des vestiges préhistoriques ont été découverts : os d'animaux du Quaternaire (cerf, hippopotame, éléphant nain), pointe en silex (Néolithique). La Grotta Regina (grotte de la reine) est remarquable par ses peintures rupestres représentant des figures humaines et animales, y compris un guerrier punique, un ours, un cheval, trois navires, des prières. La traduction des inscriptions en langue néo-punique a confirmé la présence de marchands phéniciens. Un dessin sur le mur gauche de la grotte représente un navire de guerre carthaginois.

### Flore

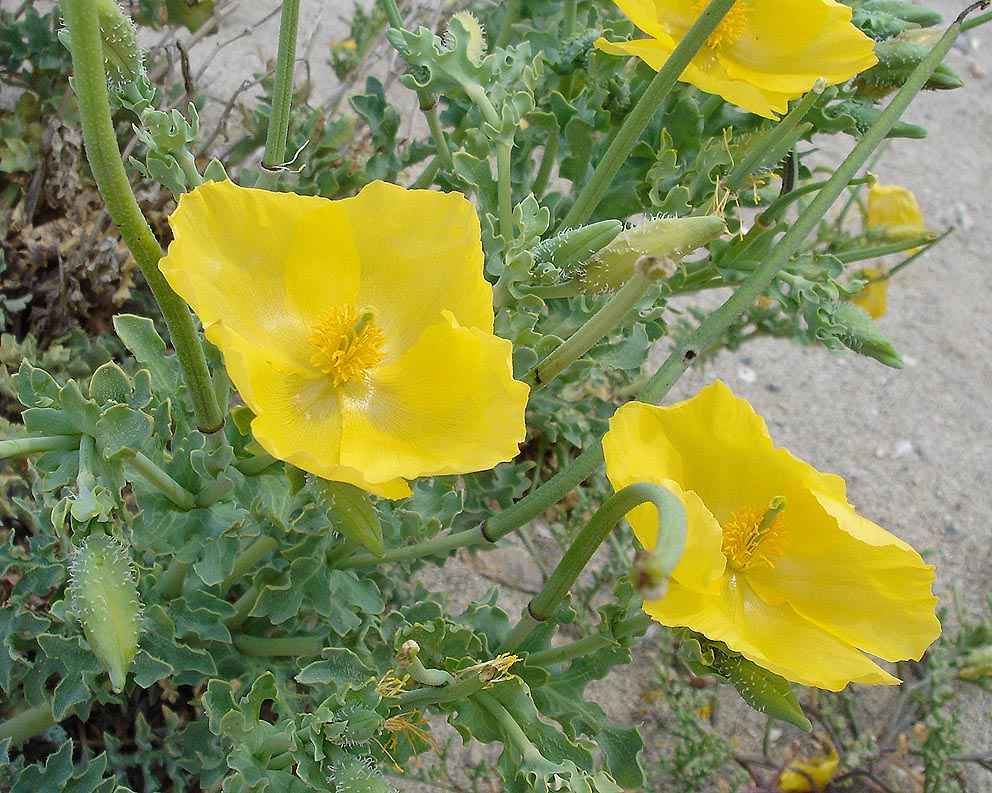
Pavot cornu (Glaucium flavum).

Plusieurs espèces halophiles (résistantes au sel) vivent sur la rive rocheuse, comme le fenouil de mer (Crithmum maritimum) et plusieurs espèces de Limonium, y compris le rare Limonium panormitanum endémique du versant nord du mont Gallo, et le plus commun Limonium bocconei. En avril et mai, la côte se couvre de jaune avec la floraison du pavot cornu (Glaucium flavum).
Le versant sud du promontoire rocheux présente une pente sèche couverte de steppe méditerranéenne composée d'ampelodesme (Ampelodesmos mauritanicus), de figuiers de Barbarie (Opuntia ficus-indica) et d'arbustes clairsemés : euphorbe arborescent (Euphorbia dendroides), calicotome épineux (Calicotome spinosa) et germandrée petit-chêne (Teucrium chamaedrys).
Sur le versant septentrional s'étend une végétation touffue de garrigue (calicotome épineux Calicotome spinosa, germandrée arbustive Teucrium fruticans) et des espèces méditerranéennes telles que le palmier nain (Chamaerops humilis), l'euphorbe arborescent (Euphorbia dendroides), le pistachier lentisque (Pistacia lentiscus), le câprier (Capparis spinosa), la bruyère arborescente (Erica arborea), différentes espèces de cistes, le myrte (Myrtus communis), le thym Zaatar (Thymus capitatus), le sumac des corroyeurs (Rhus coriaria), l'asperge sauvage (Asparagus acutifolius), le nerprun alaterne (Rhamnus alaternus), le frêne à fleurs (Fraxinus ornus), l'olivier européen (Olea europaea var. sylvestris) et la rue d'Alep (Ruta chalepensis). Quelques chênes verts (Quercus ilex) subsistent, vestiges de l'ancienne forêt qui recouvrait la Sicile.
Les falaises abruptes abritent des espèces endémiques de Sicile, telles que le Centaurea ucriae, la Lithodora rosmarinifolia, le Delphinium emarginatum et l'orchidée Ophrys sphegodes subsp. panormitana.
D'autres espèces encore plus rares sont endémiques du versant nord du mont Gallo : Anthemis ismelia (une variété de camomille), Hieracium lucidimi (nommé localement l'épervier du mont Gallo), Genista gasparrinii (une variété de genêt), et le Limonium panormitanum.
Notons le beaucoup plus commun Pennisetum setaceum, originaire d'Afrique du Nord, qui a été introduit au jardin botanique de Palerme pour des essais en tant que plante fourragère[réf. nécessaire]. Il s'est depuis largement répandu dans toute la région de Palerme.
Enfin, signalons la présence de la posidonie de Méditerranée (Posidonia oceanica) dans les fonds sablonneux des eaux entourant la réserve naturelle.

### Faune

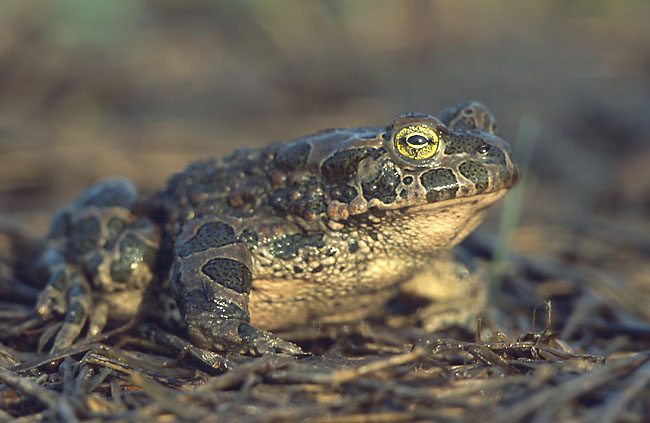
Crapaud vert de Sicile (Bufo siculus), symbole de la réserve.

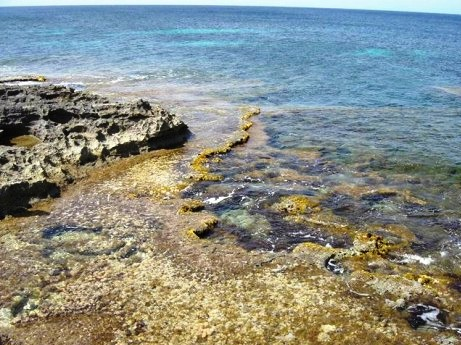
Trottoir à vermetidi, concrétion calcaire formée de coquilles de mollusques.

Parmi les mammifères présents dans la réserve doivent être mentionnés le renard roux (Vulpes vulpes), le lapin européen (Oryctolagus cuniculus) et la musaraigne sicilienne (Crocidura sicula) endémique comme son nom l'indique de Sicile.
De nombreuses espèces d'oiseaux sont présentes : monticole merle-bleu (Monticola solitarius), pinson des arbres, serin cini, rouge-gorge familier, mésange, merle noir, fauvette mélanocéphale, pigeon ramier, pouillot véloce. On compte également de nombreux rapaces : faucon pèlerin, faucon crécerelle, buse variable, chouette hulotte et quelques migrateurs : cigogne blanche, guêpier d'Europe, coucou gris, bondrée apivore.
Parmi les reptiles présents, on trouve le lézard italien (Podarcis sicula), le lézard sicilien (Podarcis waglerianus), le lézard à deux bandes (Lacerta bilineata), le Chalcides ocellatus appelé localement « tiro », et la couleuvre verte et jaune.
Quelques espèces d'amphibiens peuples les anciens abreuvoirs, dont le crapaud vert de Sicile (Pseudepidalea sicula), symbole de la réserve.
Dans les eaux des étangs saisonniers, on peut également apercevoir de petits crustacés panchroniques de type Anostraca (Branchipus schaefferi et Chirocephalus diaphanus).
Enfin, le littoral est caractérisé par la présence de concrétions calcaires affleurant à la surface de l'eau. Elles sont constituées de coquilles de Dendropoma petraeum, des mollusques de la famille des Vermetidae, et sont appelées trottoirs à vermetidi. Les plus remarquables sont situées en contrebas du phare, autour de l'île de l'Isola delle Femmine et plus à l'est à la pointe Punta Barcarello.